# Lycaenopsis prattorum
Lycaenopsis prattorum är en fjärilsart som beskrevs av John Nevill Eliot och Kawazoé 1983. Lycaenopsis prattorum ingår i släktet Lycaenopsis och familjen juvelvingar. Inga underarter finns listade i Catalogue of Life.